# BVV in het seizoen 1962/63
Het seizoen 1962/1963 was het negende jaar in het bestaan van de Bossche betaaldvoetbalclub BVV. De club kwam uit in de Tweede divisie B en eindigde daarin op de tweede plaats. De daaropvolgende promotiecompetitie werd als tweede afgesloten, echter gelijk in punten met HVC. De beslissingswedstrijd voor promotie tegen HVC werd gewonnen met 2–1, dit betekende promotie naar de Eerste divisie. Tevens deed de club mee aan het toernooi om de KNVB beker, hierin werd in de eerste ronde verloren van Zwolsche Boys (0–1).

## Wedstrijdstatistieken

### Tweede divisie B
|       | Baronie | D.F.C. | EDO   | 't Gooi | Haarlem | Helmondia '55 | Hermes DVS | Hilversum | HVC   | LONGA | NOAD  | PEC   | RCH   | SVV   | Wilhelmina | Xerxes |
| ----- | ------- | ------ | ----- | ------- | ------- | ------------- | ---------- | --------- | ----- | ----- | ----- | ----- | ----- | ----- | ---------- | ------ |
| Thuis | 0 – 2   | 0 – 1  | 0 – 0 | 1 – 0   | 1 – 3   | 1 – 0         | 0 – 3      | 3 – 1     | 4 – 0 | 5 – 1 | 3 – 0 | 4 – 0 | 2 – 0 | 3 – 1 | 5 – 2      | 2 – 1  |
| Uit   | 0 – 2   | 2 – 0  | 0 – 6 | 0 – 1   | 0 – 0   | 3 – 1         | 0 – 2      | 0 – 1     | 0 – 0 | 2 – 1 | 0 – 2 | 0 – 4 | 1 – 1 | 5 – 1 | 0 – 2      | 0 – 0  |

### Promotiecompetitie
| Speelronde 1                                                                                       | BVV                                                      | 2 – 0 (1 – 0) | HVC              |
| 26 juni 1963 Plaats: 's-Hertogenbosch De Vliert Toeschouwers: 11.000                               | Jan Gösgens 25' Bert Harmse 88'                          |               |                  |
| Speelronde 2                                                                                       | AGOVV                                                    | 4 – 1 (2 – 0) | BVV              |
| 30 juni 1963 Plaats: Apeldoorn Berg & Bos Toeschouwers: 12.000 Scheidsrechter: Andries van Leeuwen | Joop Hartjes 31', 33' Weber 60' (e.d.) Freek Kraijer 75' |               | 55' Henk Lugters |
| Speelronde 3                                                                                       | BVV                                                      | 2 – 0 (2 – 0) | Haarlem          |
| 3 juli 1963 Plaats: Utrecht Galgenwaard Toeschouwers: 7.500 Scheidsrechter: Ad Boogaerts           | Jan Gösgens 42', 44'                                     |               |                  |

#### Beslissingswedstrijd
| Beslissingswedstrijd                                                                             | BVV                           | 2 – 1 (1 – 0, 1 – 1) Na verlenging | HVC                |
| 7 juli 1963 Plaats: Utrecht Galgenwaard Toeschouwers: 20.000 Scheidsrechter: Andries van Leeuwen | Wim Wisse 12' Jan Gösgens 94' |                                    | 80' Hans van Eeden |

### KNVB beker
| 1e ronde                                           | BVV | 0 – 1 (0 – 0) | Zwolsche Boys           |
| 13 oktober 1962 Plaats: 's-Hertogenbosch De Vliert |     |               | 76' Karel van der Woude |

## Statistieken BVV 1962/1963

### Eindstand BVV in de Nederlandse Tweede divisie B 1962 / 1963
| Stand | Gespeeld | Gewonnen | Gelijk | Verloren | Punten | Doelpunten voor | Doelpunten tegen |
| ----- | -------- | -------- | ------ | -------- | ------ | --------------- | ---------------- |
| 2e    | 32       | 19       | 5      | 8        | 43     | 58              | 28               |

### Topscorers
| #      | Naam                    | Goal |
| ------ | ----------------------- | ---- |
| 1.     | Waller van der Kerkhove | 13   |
| 2.     | Pierre van Dalsen       | 11   |
| 3.     | Jan Gösgens             | 8    |
| 4.     | Math Pieters            | 6    |
| 5.     | Bert Harmse             | 4    |
| 5.     | Wim Heijmans            | 4    |
| 5.     | Daan Netten             | 4    |
| 5.     | Wim Wisse               | 4    |
| 9      | Gerrie van den Hout     |      |
| 10.    | Wim van Helvoort        |      |
| 10.    | Henk Lugters            |      |
| Totaal | Totaal                  | 58   |

| #      | Naam        | Goal |
| ------ | ----------- | ---- |
| –      | Geen speler | 0    |
| Totaal | Totaal      | 0    |

| #      | Naam         | Goal |
| ------ | ------------ | ---- |
| 1.     | Jan Gösgens  | 3    |
| 2.     | Bert Harmse  | 1    |
| 2.     | Henk Lugters | 1    |
| Totaal | Totaal       | 5    |

| #      | Naam        | Goal |
| ------ | ----------- | ---- |
| 1.     | Jan Gösgens | 1    |
| 1.     | Wim Wisse   | 1    |
| Totaal | Totaal      | 2    |